# Krogiusgambiet
Het Krogiusgambiet is in de opening van een schaakpartij een variant van de Siciliaanse verdediging en het heeft de volgende beginzetten:
1.e4 c5

2.d4 (het Smith-Morragambiet) cd

3.Pf3 (het Morphygambiet) e6

4.c3.
Het gambiet valt onder ECO-code B21, het Smith-Morragambiet, en ze is ingedeeld bij de halfopen spelen.